# شین سو یول
شین سو یول (کره‌ای: 신소율؛ زادهٔ ۵ اوت ۱۹۸۵) بازیگر اهل کره جنوبی است. او حرفه بازیگری خود را در سال ۲۰۰۶ آغاز کرد و نقش مکمل در فیلم‌ها و مجموعه‌های تلویزیونی همچون سلام عشقم، جنگل ماهی ۲ و انبردست پنی ایفا کرد. نقش قابل توجه او در مجموعه تلویزیونی پاسخ به ۱۹۹۷ (۲۰۱۲) بود. در سال ۳۰۱۳، او یکی از مجری‌های برنامه تاک‌شوی Talk Club Actors شد. در سالهای اخیر، شین به خاطر ایفای نقش مکمل در درام‌های تلویزیونی شناخته شده‌است.